# Elem Klimov
Elem Klimov (Volgogrado, 9 de julho de 1933 — Moscou, 26 de outubro de 2003) foi um cineasta russo.